# Masada (Film)
Masada ist der Titel eines vierteiligen Fernsehfilms, der 1981 produziert wurde und in Deutschland auch gekürzt im Kino gezeigt wurde. Er erzählt den verzweifelten Kampf der Juden gegen die römische Besatzungsmacht und das dramatische Ende des Volksaufstands auf der Festung Masada. Das Drehbuch basiert auf dem Roman The Antagonists des US-amerikanischen Schriftstellers Ernest K. Gann.

## Handlung
Die Serie ist in eine Rahmenhandlung eingebettet. Gezeigt wird zu Beginn, wie junge israelische Rekruten zu Beginn der 1980er Jahre auf der Felsenfestung Masada ihren Eid ablegen und sich dabei zurückerinnern. Einst war ihr Land vom Römischen Reich annektiert. Als die Juden rebellieren, lässt Rom Jerusalem niederbrennen und den Heiligen Tempel zerstören. Hunderte verzweifelte Gläubige fliehen in die Wüste; hier schließen sie sich dem charismatischen Widerstandskämpfer Eleasar ben Ja'ir an. Dieser überfällt nachts die Lager der Römer, zündet deren Kornkammern an und vernichtet so die Steuereinnahmen für den Kaiser. Rom und dessen Kaiser werden in Judäa von Lucius Flavius Silva repräsentiert, der nach sieben anstrengenden Jahren dort die Zehnte Legion Roms gerne wieder nach Hause führen möchte. Um mit Eleasar einen Waffenstillstand zu vereinbaren, trifft er sich eines Nachts mit ihm. Eleasar besteht darauf, ein steuerfreies Jahr für die Bevölkerung zu erwirken. Gleichzeitig fordert er, dass ein Teil des Südens Israels von den Römern geräumt werden soll. Silva, Pragmatiker und Realist, ist überzeugt, dass Kaiser Vespasian dem zustimmen wird, und reist kurz darauf nach Rom. In der Zwischenzeit, so verspricht es Eleasar, werden die Übergriffe der Juden auf die römischen Truppen aufhören. Doch Kaiser Vespasian, der von der politischen Opposition wegen seiner zu weichen Haltung gegenüber den jüdischen Provinzen attackiert wird, denkt nicht daran, die Forderungen der Banditen zu erfüllen, und zwei untergeordnete Offiziere enteignen auf eigene Faust Hunderte Grundbesitzer, darunter die Essener, um sich selbst zu bereichern. Eleasar rächt sich, indem er die Brunnen der enteigneten Höfe vergiftet und zieht sich daraufhin mit Hunderten Anhängern sowie mit seiner Frau Miriam und ihrem Sohn Ruben auf die Felsenfestung Masada zurück. Silva, der vom Kaiser zum Statthalter befördert worden ist, folgt ihm. Die Festung scheint uneinnehmbar, bis der römische Feldherr Rubrius Gallus den Einfall hat, mit Steinen und Geröll eine Belagerungsrampe zu errichten. Obwohl die Juden auf Masada den Bau der Rampe mit Pfeilen aufzuhalten versuchen, sind die Römer einfallsreicher und verpflichten jüdische Zwangsarbeiter zum Bau der Rampe. Silva versucht zwar noch immer, eine friedliche Lösung herbeizuführen und mit Eleasar zu verhandeln, doch zwingt ihn der Kaiser zu einer Entscheidung, als dieser seinen Vertrauten Pomponius Falco nach Masada schicken lässt, der Silva kurzzeitig entmachtet und Zwangsarbeiter mit Steinschleudern gegen den Felsenhügel schleudern lässt, um die Aufgabe der in Masada Belagerten zu erzwingen. Silva kann das Kommando wieder an sich reißen, aber verspricht, jetzt noch mehr denn je, die Juden auf Masada zu vernichten. Eleasar und seine Anhänger haben keine Wahl. In der Nacht, bevor Masada endgültig in die Hände der Römer fällt, begehen 900 Menschen Suizid. Silva erkennt nun, dass sein Verhalten nichts bewirken konnte und dass er letztendlich nur einen nackten Felsen in einer Wüste erobert hat.

## Kritik
Im Mai 1981 gelangte eine auf 121 Minuten zusammengeschnittene Version als Spielfilm in deutsche Kinosäle. Das Lexikon des internationalen Films urteilt dazu: „Der Zusammenschnitt nimmt dem ohnehin nicht gerade kraftvoll inszenierten Film die psychologische Motivation seiner Personen und die dramaturgische Logik.“

## Hintergrundinformationen
Mit einem Produktionsetat von 20 Millionen US-Dollarn wurde die Miniserie an Originalschauplätzen in Israel gedreht. Entstand das Lager der Römer noch am Originalstandort, musste ein Berg, knapp eineinhalb Kilometer vom historischen Masada entfernt, als Film-Masada adaptiert werden. Der Grund war der, dass schon zu Beginn der 1980er Jahre die Felsenfestung ein Tourismusmagnet war und es daher unmöglich war, den Originalschauplatz für die Zeit der Dreharbeiten zu sperren. 500 Statisten wurden verpflichtet, darunter neben Einheimischen auch Universitätsstudenten oder selbst freiwillige Touristen. Hinter der Kamera arbeiteten bis zu 300 Personen.

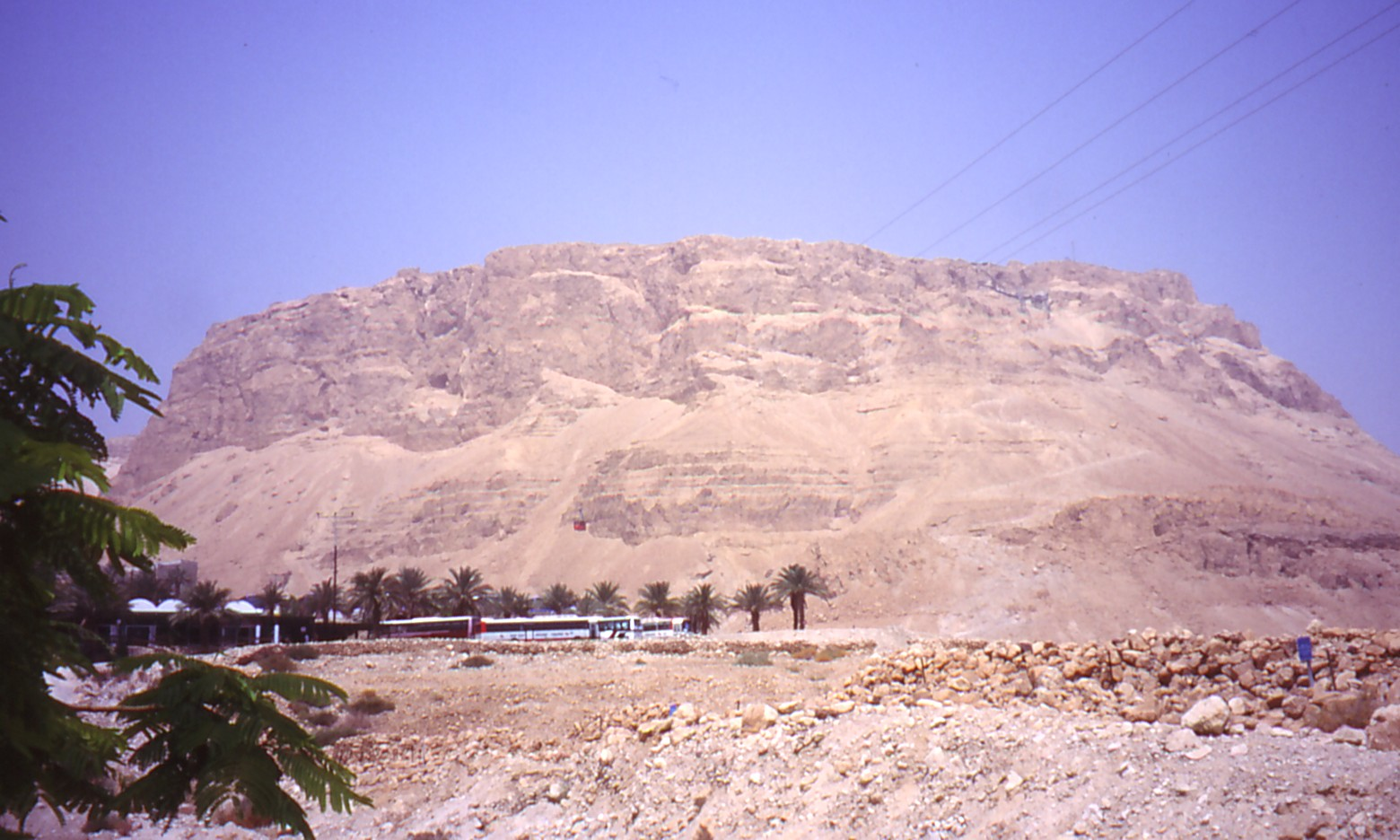
Masada von Osten

Die Rampe selbst, die im Film zu sehen ist, wurde durch das 20. Pionierkorps der Israelischen Armee errichtet und wog über 110 Tonnen. Die Spezialeffekte – rund 43 Matte Painting wurden verwendet – stammen aus der Hand des Effektespezialisten Albert Whitlock.

## Synchronisation
Es existieren zwei synchronisierte Fassungen. Obwohl fürs Kino eine eigene Fassung mit eigenen Synchronsprechern zusammengestellt wurde, kann man heute die Fernsehfassung auf DVD im Handel erstehen.
| Darsteller        | Rolle                   | Synchronsprecher (Fernsehfassung / DVD) | Synchronsprecher (Kinofassung) |
| Peter O’Toole     | Lucius Flavius Silva    | Joachim Höppner                         | Erik Schumann                  |
| Peter Strauss     | Eleasar                 | Fritz von Hardenberg                    | Norbert Langer                 |
| Barbara Carrera   | Schewa                  | Susanne von Medvey                      | Susanna Bonasewicz             |
| Anthony Quayle    | Rubrius Gallus          | Peter Schiff                            | Hans W. Hamacher               |
| David Warner      | Senator Pomponius Falco | Tonio von der Meden                     | Norbert Gescher                |
| Nigel Davenport   | Senator Mucianus        | Horst Sachtleben                        |                                |
| Denis Quilley     | Tribun Marcus Quadratus | Fred Maire                              | Helmut Krauss                  |
| Warren Clarke     | Plinius                 | Peter Thom                              |                                |
| Timothy West      | Kaiser Vespasian        | Michael Rüth                            | Joachim Nottke                 |
| Paul L. Smith     | Gideon                  | Manfred Erdmann                         | Manfred Grote                  |
| Giulia Pagano     | Miriam                  | Eva Gelb                                | Madeleine Stolze               |
| Anthony Valentine | Tribun Merovius         | Gudo Hoegel                             | Lothar Hinze                   |
| Alan Feinstein    | Aaron                   | Walter von Hauff                        | Ortwin Speer                   |
| Clive Francis     | Attius                  | Crock Krumbiegel                        | Wolfgang Ziffer                |
| Jack Watson       | Dekurion                | Harald Dietl                            | Friedrich Schoenfelder         |
| Ray Smith         | Lentius                 | Michael Gahr                            |                                |
| Reuven Bar-Yotam  | Josua                   | Kurt E. Ludwig                          |                                |
| Michael Shillo    | Esra                    | Alwin Joachim Meyer                     |                                |
| Erzähler          |                         | Gert Günther Hoffmann                   |                                |

## Auszeichnungen

### Emmy Award
- Beste Musik: Jerry Goldsmith (Episode II)
- Bester Nebendarsteller: David Warner

Nominierungen
- Beste Maske: Del Acevedo, Albert Jeyte (Episode IV)
- Beste Musik: Morton Stevens (Episode IV)
- Beste Filmausstattung: Jack Senter, George Renne, Kuli Sander, Joseph J. Stone, Edward M. Parker (Episode IV)
- Bestes Kostümdesign: Vittorio Nino Novarese (Episode IV)
- Beste Regie: Boris Sagal (Episode IV) (Postum)
- Bester Schnitt: John Bloom, Edwin F. England, Peter Kirby (Episode IV)
- Bester Hauptdarsteller: Peter O’Toole
- Bester Hauptdarsteller: Peter Strauss
- Beste Serie: George Eckstein
- Bester Nebendarsteller: Anthony Quayle
- Bestes Drehbuch: Joel Oliansky (Episode IV)

### Golden Globe Award
Nominierungen
- Beste Miniserie
- Bester Hauptdarsteller: Peter O’Toole
- Bester Hauptdarsteller: Peter Strauss

### Eddie Award
- Bester Schnitt in einer Miniserie: Edwin F. England, Peter Kirby (Episode IV)